# Iain McGilchrist
Iain McGilchrist (1953) is een Brits psychiater, auteur en voormalig literatuurwetenschapper. Hij raakte in de belangstelling met zijn boek The Master and His Emissary, The Divided Brain and the Making of the Western World (2009).
McGilchrist doceerde Engels aan het New College te Oford. Hij raakt geïnteresseerd in filosofie en psychologie, vooral in de relatie tussen lichaam en geest, waarna hij een medische opleiding volgde. McGilchrist werd hersenonderzoeker aan de Johns Hopkins-universiteit in Baltimore en consulterend psychiater in het Maudsley Hospital in Zuid-Londen. Hij is Fellow van het Royal College of Psychiatrists en werd drie keer verkozen tot Fellow van het All Souls College in Oxford.
McGilchrist woont op het eiland Skye. Hij schrijft en geeft lezingen en interviews. In 2021 publiceerde hij een lijvig tweedelig werk over neurowetenschap, epistemologie en metafysica onder de titel The Matter with Things.